# ムハンマド・マルフーン
ムハンマド・マルフーン（アラビア語: محمد مرهون、Mohamed Marhoon、1998年2月12日 -）は、バーレーンのサッカー選手。クウェート・プレミアリーグのアル・クウェートSC所属。ポジションはMF。サッカーバーレーン代表。
日本語ではモハメド・マルフーンとも表記される。

## 経歴

### クラブ
2016年にアル・リファーに移籍。
2019年にはチェコのボヘミアン1905でプレーした。

### 代表
各年代で代表に選ばれている。U-23代表では、2018年のアジア大会などに出場。
AFCアジアカップ2019出場。
バーレーン代表が大会初優勝を果たしたガルフカップ2019では、準決勝でゴールを決めている。